# كودي توبيرت
كودي توبيرت (بالإنجليزية: Cody Toppert)‏ مواليد 10 يناير 1983 في ألباكركي، هو مدرب كرة سلة أمريكي ولاعب معتزل. بدأ مسيرته الاحترافية في سنة 2005. يدرب في دوري الرابطة الوطنية لفئة التطوير. يبلغ طوله 6 قدم 4 بوصة (1.9 م). اعتزل اللعب في 2012.

## المسيرة الاحترافية
لعب مع كانتون شارج في موسم 2005–2006، ثم لعب مع باريرينسي لكرة السلة في موسم 2006–2007، ثم لعب مع بي جي غوتنغن في الدوري الألماني في موسم 2009–2010، ثم لعب مع بليموث رايدرز في موسم 2009–2010، ثم لعب مع فولجور ليبرتاس فورلي من سنة 2009 إلى 2011، ثم لعب مع نادي أورينسي لكرة السلة في الدوري الإسباني في موسم 2011–2012.

## روابط خارجية
- كودي توبيرت على موقع كرة السلة الأوروبية.كوم (الإنجليزية)
- كودي توبيرت على موقع كلية كرة السلة في سبورتس رفرنس.كوم (الإنجليزية)
- كودي توبيرت على موقع ريلجم (الإنجليزية)
- كودي توبيرت على موقع بروبوليرز (الإنجليزية)
- كودي توبيرت على موقع سبورتس رفرنس (الإنجليزية)